# 北投堡
北投堡，是台灣中部自清治時期至日治初期的一個行政區劃，其範圍即今南投縣的草屯鎮。
北投堡西邊及北邊為貓羅堡，東邊為北港溪堡，南邊為南投堡。

## 管轄街庄
北投堡共轄15個街庄：
- 今草屯鎮境內：草鞋墩庄、山腳庄、匏仔藔庄、月眉厝庄、北投埔庄、林仔頭庄、牛屎崎庄、新庄、頂茄荖庄、番仔田庄、石頭埔庄、南埔庄、坪頂庄、雙冬庄、北勢湳庄